# Odontodoryctes cingulatus
Odontodoryctes cingulatus är en stekelart som beskrevs av Granger 1949. Odontodoryctes cingulatus ingår i släktet Odontodoryctes och familjen bracksteklar. Inga underarter finns listade i Catalogue of Life.